# Calafate (peixe)
O calafate (Umbrina cirrosa) é um peixe teleósteo perciforme da família dos cienídeos, encontrado na costa angolana e semelhante à corvina.

## Cozinha

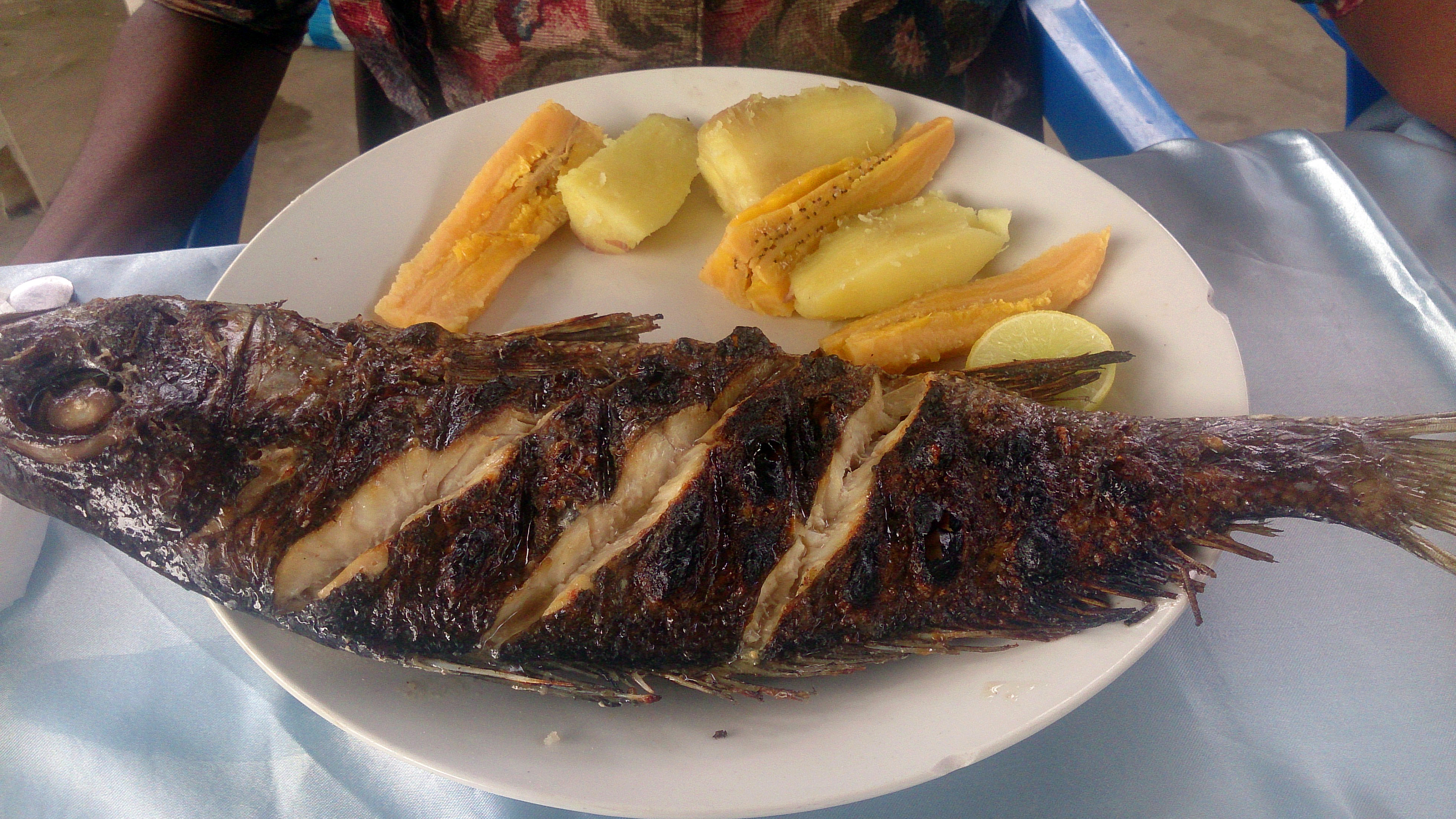
Calafate, acompanhado de batata doce e banana cozidas (Angola)